# 安诺斯·埃格特
安诺斯·埃格特（丹麥語：Anders Eggert，1982年5月14日—），丹麦前男子手球运动员。他曾代表丹麦国家队参加2012年夏季奥林匹克运动会男子手球比赛，结果获得第六名。